# Олещук Геннадій Віталійович
Геннадій Віталійович Олещук (нар. 29 червня 1975, Бобруйськ, Білоруська РСР) — білоруський важкоатлет, бронзовий призер Олімпійських ігор 2000 року, чемпіон світу, призер чемпіонату Європи.

## Біографія
Геннадій Олещук народився 29 червня 1969 року в місті Бобруйськ. З чотирнадцяти років почав займатися важкою атлетикою. Його тренером був Михайло Рабиковський. На Олімпійських іграх 2000 року показав четвертий результат, але після дискваліфікації болгарського важкоатлета Севдаліна Мінчева, Олещук став бронзовим призером змагань. У 2001 році виграв чемпіонат світу, а також встановив світовий рекорд у поштовху. Через два роки, на чемпіонаті світу у Ванкувері став бронзовим призером. Згодом, після здачі допінг-проб, був позбавлений цієї медалі, а також дискваліфікований на два роки.
Після відбуття дискваліфікації повернувся у 2006 році. Він переміг на чемпіонаті Європи, але знову не пройшов допінг-контроль, та повторно був дискваліфікований. Згодом після цього, в інтерв'ю білоруським засобам масової інформації, не заперечував факт прийняття заборонених препаратів, та назвав використання допінгу «виправданим ризиком».

## Результати
| Рік              | Місце              | Вага             | Ривок            | Ривок            | Ривок            | Ривок            | Поштовх          | Поштовх          | Поштовх          | Поштовх          | Загалом          | Місце            |
| Рік              | Місце              | Вага             | 1                | 2                | 3                | Місце            | 1                | 2                | 3                | Місце            | Загалом          | Місце            |
| Олімпійські ігри | Олімпійські ігри   | Олімпійські ігри | Олімпійські ігри | Олімпійські ігри | Олімпійські ігри | Олімпійські ігри | Олімпійські ігри | Олімпійські ігри | Олімпійські ігри | Олімпійські ігри | Олімпійські ігри | Олімпійські ігри |
| ---------------- | ------------------ | ---------------- | ---------------- | ---------------- | ---------------- | ---------------- | ---------------- | ---------------- | ---------------- | ---------------- | ---------------- | ---------------- |
| 2000             | Сідней, Австралія  | до 62 кг         | 137.5            | 142.5            | 145.0            | 3                | 172.5            | 175.0            | 177.5            | 3                | 317.5            | 3                |
| Чемпіонат світу  |                    |                  |                  |                  |                  |                  |                  |                  |                  |                  |                  |                  |
| 2003             | Ванкувер, Канада   | до 62 кг         | 130.0            | 132.5            | 135.0            | —                | 170.0            | 175.0            | 183.0            | —                | —                | —                |
| 2001             | Анталія, Туреччина | до 62 кг         | 137.5            | 142.5            | 142.5            | 3                | 170              | 172.5            | 181              | 1                | 317.5            | 1                |
| 1999             | Афіни, Греція      | до 62 кг         | 130              | 135              | 137.5            | 9                | 167.5            | 172.5            | 172.5            | 6                | 302.5            | 6                |